# Орначуелос
Орначуелос (на испански: Hornachuelos) е населено място и община в Испания. Намира се в провинция Кордоба, в състава на автономната област Андалусия. Общината влиза в състава на района (комарка) Вале Медио дел Гуадалкивир. Заема площ от 911 km². Населението му е 4696 души (по преброяване от 2010 г.). Разстоянието до административния център на провинцията е 51 km.

## Демография
| 1996 | 1998 | 1999 | 2000 | 2001 | 2002 | 2003 | 2004 | 2005 | 2006 |
| ---- | ---- | ---- | ---- | ---- | ---- | ---- | ---- | ---- | ---- |
| 5006 | 5056 | 4937 | 4860 | 4746 | 4687 | 4622 | 4654 | 4678 | 4662 |